# Economia de l'Argentina

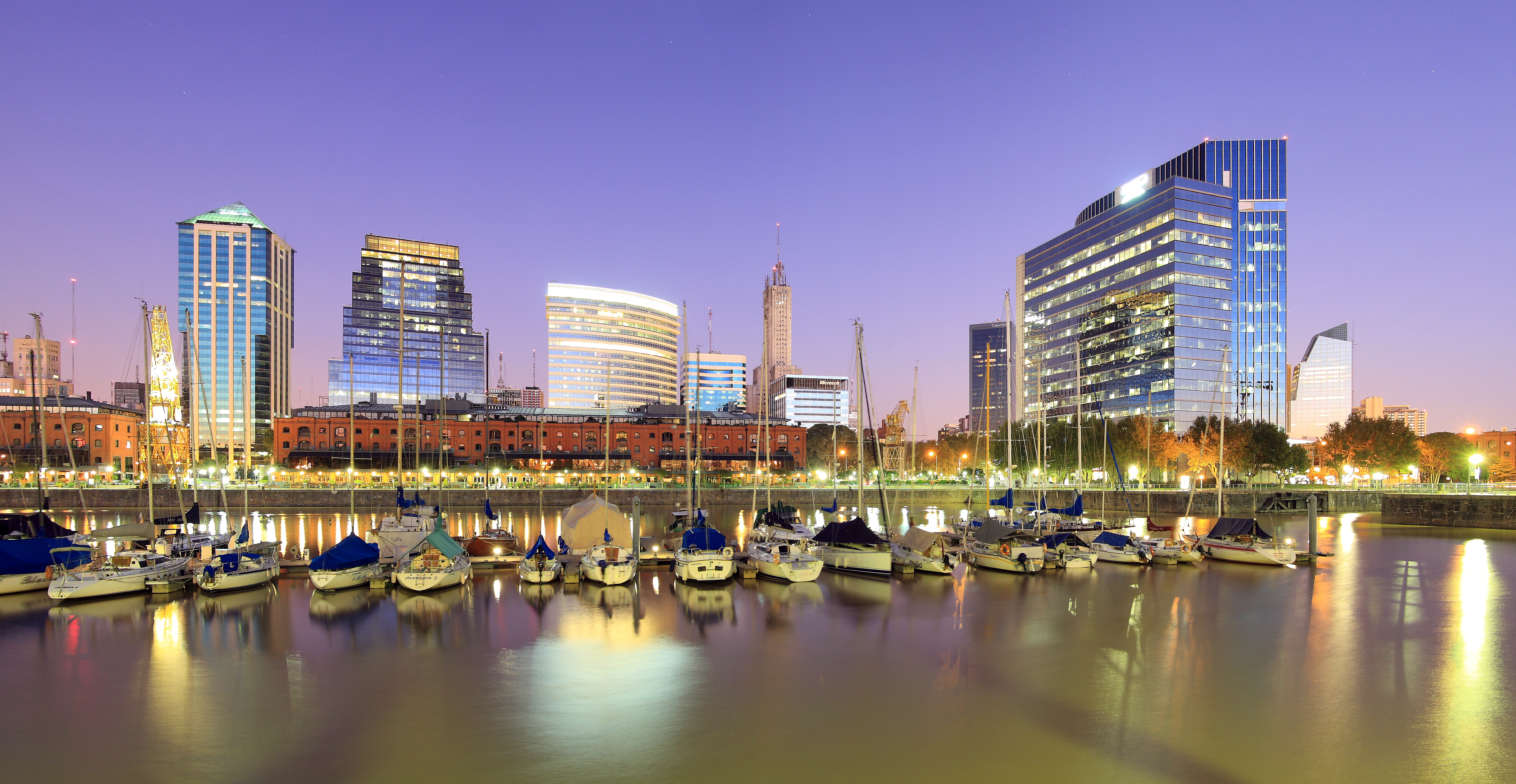
Puerto Madero, a Buenos Aires.

L'economia de l'Argentina es beneficia de rics recursos naturals, d'un alt percentatge d'alfabetització, d'un sector agrícola orientat a les exportacions, i d'una base industrial diversificada. A més és un productor mundial de cereals i de carn. Històricament, però, l'acompliment econòmic ha estat molt desigual. A finals del segle xix era una de les nacions més riques del món, riquesa basada en l'agricultura i la inversió estrangera. No obstant això, l'Argentina no assoliria mai un ple desenvolupament econòmic el segle xx. Després de la Segona Guerra Mundial el país va experimentar crisis econòmiques i polítiques successives, va augmentar considerablement el seu deute extern, i la hiperinflació va arribar al 200% mensual els anys vuitanta. Per mitjà d'un pla de convertibilitat, el país es va estabilitzar durant la dècada de 1990. Els aspectes negatius del pla, però, van fer més desigual la distribució de la riquesa. El 2001, el president va donar fi a la convertibilitat, va devaluar la moneda, i l'Argentina es va enfonsar en la pitjor crisi econòmica de la seva història, duent a més del 50% de la població sota el nivell de la pobresa. La recuperació ha estat ràpida, i el PIB va créixer més del 8% durant el 2003 i 2004. No obstant això, d'acord amb diversos analistes econòmics, l'Argentina ha de resoldre la situació energètica per tal d'aconseguir taxes de creixement del 3-5% els pròxims anys. A pesar de la crisi, l'Argentina és una potència econòmica de Llatinoamèrica, amb la quarta posició en la renda per capita (RNB), la tercera en PIB, la primera en PIB per capita segons el mètode del PPP, encara conserva un alt índex de desenvolupament humà en comparació amb la resta de la regió.

## Mapa econòmic de l'Argentina
Històricament la Província de Buenos Aires s'ha consolidat com la regió més influent i pròspera de l'Argentina. Amb les onades d'immigració interna i externa a la ciutat de Buenos Aires i a la seva àrea metropolitana, en l'actualitat hi viu el 30% de la població de l'Argentina, la qual cosa ha produït una concentració de la indústria i del desenvolupament econòmic en comparació amb la resta de les províncies. Altres províncies que s'han beneficiat de la immigració són Córdoba i Santa Fe, ambdúes, com Buenos Aires, localitzades al centre del país. Per contra, les províncies del nord no han pogut desenvolupar la seva infraestructura ni la seva economia, i els nivells de pobresa hi són molt majors; mentre que a les províncies riques del centre el nivell de la pobresa s'ha reduït al 35%, al nord és superior al 65%.

## Convertibilitat i liberalització

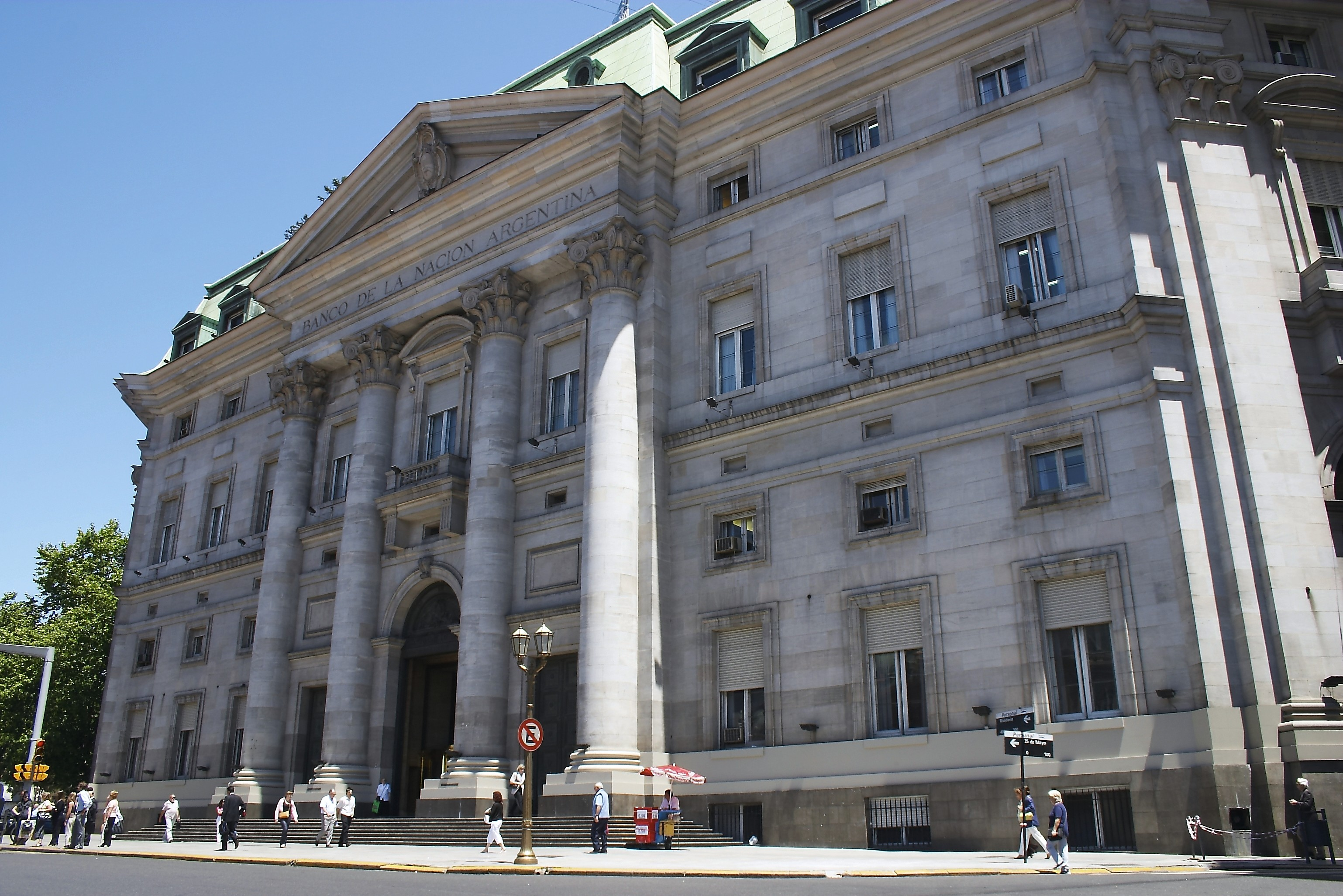
Banco de la Nación Argentina, Buenos Aires.

El 1989, data en la qual Carlos Ménem va ser designat president, el país havia acumulat una enorme quantitat de deute extern, la inflació havia arribat al 200% mensual, i la producció estava caient ràpidament. Per tal de combatre la crisi, el govern argentí (com la majoria dels països llatinoamericans) va començar un pla de liberalització i privatització de les empreses públiques. L'Argentina, a més, implementaria una reforma monetària radical: es canviaria l'efímera moneda de l'austral, pel nou peso convertible. Per mitjà d'aquesta reforma, la taxa de canvi del peso argentí era mantinguda artificialment a l'una del dòlar nord-americà. (El nom "convertible" significava que per cada peso circulant al país, havia un dòlar al Banc Central, així limitant per llei el creixement de la base monetària al creixement de les seves reserves).
Amb la convertibilitat, la inflació es va reduir considerablement, fins i tot a nivells inferiors a la inflació nord-americana i europea, i per mitjà de la liberalització comercial i la privatització de les empreses públiques, el país es va obrir a la inversió estrangera, i es va crear un pla de pensió i compensació laboral. Com a resultat d'aquestes polítiques, l'Argentina va experimentar un impressionant creixement al començament de la dècada de 1990.

## Crisis internacionals i la inestabilitat argentina
El 1995, la devaluació del peso mexicà va produir una fugida de capital en l'Argentina, i una severa, encara que curta, recessió. Per mitjà de noves reformes per a estabilitzar el sistema bancari, el PIB va créixer 8% el 1997. El 1998, la crisi asiàtica i la crisi de Rússia van provocar una severa disminució de la inversió estrangera al Brasil i l'Argentina. Aquestes crisis van afectar severament el creixement econòmic del país.
Segons alguns analistes econòmics, la convertibilitat havia de ser abandonada la segona meitat de la dècada de 1990. Amb una taxa de canvi artificialment baixa, les exportacions argentines van perdre competitivitat. La importació de productes europeus barats, va provocar que nombroses empreses tanquessin, i l'emigració massiva de persones de les petites ciutats, a Buenos Aires. Tot això, va elevar el percentatge de la població en pobresa a nivells històrics, superiors al 30%. Les villas miseria, els barris pobres sense serveis públics (i fins i tot només constituïts per construccions de cartró i alumini) van créixer considerablement a les grans ciutats, principalment a Buenos Aires.

## La crisi 1999-2002
El 1999, el PIB argentí va caure 3%, i l'Argentina va entrar completament en recessió. El president Fernando de la Rúa, electe el 1999 després de l'administració de deu anys de Carlos Ménem, va realitzar increments en els impostos i va reduir la despesa governamental per tal de reduir el dèficit, que havia arribat al 2,5% del PIB. A més, les poques despeses governamentals van estar concentrades a Buenos Aires, mentre que la resta de les províncies es van enfonsar en pobresa (a nivells del 70% a les províncies del nord). Entre 1990 i el 2003, 450.000 argentins van morir de fam, segons l'economista argentí Alberto Lapolla. La taxa d'atur va arribar al 18%.
L'enorme deute públic de l'Argentina, es va convertir en un tema molt controvertible, incrementant la tensió entre el govern i el Fons Monetari Internacional. El 2001, la fugida de capital es va incrementar, i el govern va aplicar el corralito, la congelació dels dipòsits bancaris (permetent que la població tragués només una petita i insuficient quantitat mensualment), la qual cosa va provocar protestes massives i fins i tot violència a les empobrides províncies del nord. Després de les protestes del desembre de 2001, conegudes com el cacerolazo, de la Rúa va renunciar a la presidència, i en menys de dues setmanes 4 presidents van ser designats, i van renunciar successivament.
Duhalde va ser designat president, va declarar oficialment la moratòria dels pagaments del deute, i va acabar amb el sistema de la convertibilitat, devaluant la moneda oficialment d'1 peso argentí per dòlar, a 1,40 pesos argentins per dòlar. Poc després es va adoptar el sistema de lliure flotació, i el preu del dòlar nord-americà arribaria als 4 pesos argentins. Aquesta crisi va enfonsar al 57,5% de la població sota el nivell de la pobresa, i al 27,5% sota el nivell de pobresa extrema el 2002 i el PIB va caure més de 10%.

## Reestructuració i creixement
El 2003 va ser elegit president Néstor Kirchner. Kirchner va realitzar una sorprenent (i radicalment baixa, oferint només el 25-35% del valor nominal) reestructuració del deute extern, acceptat pel 75% dels creditors, principalment nacionals, encara que els creditors internacionals han impugnat la decisió.
Amb una moneda molt barata (el 2004 la taxa de canvi del peso argentí s'havia estabilitzat a raó de 3 pesos per cada dòlar nord-americà), les exportacions, principalment agrícoles, van experimentar un impressionant auge, així com el turisme i la construcció. El 2003 i el 2004 el PIB va créixer més del 8% per any (principalment en recuperació de la caiguda de 1998-2001), i el nivell de la pobresa ha disminuït al voltant del 38%, i la taxa d'atur al 12%.

## Reptes de l'Argentina
Segons alguns analistes econòmics, l'Argentina ha de resoldre el problema energètic, i promoure inversions superiors als 2 milions de dòlars en aquest sector per aconseguir que l'economia creixi 3% el 2005 i els anys subsegüents. Un repte de l'Argentina és aconseguir un major grau de descentralització per tal que altres províncies poden beneficiar-se del desenvolupament econòmic. Un altre repte és millorar la distribució de la riquesa nacional i disminuir més el percentatge de població sota el nivell de pobresa, si l'Argentina vol complir amb els compromisos del mil·lenni establerts la dècada de 1990.
Les inversions estrangeres i el creixement de les exportacions estan enfortint el peso, i la taxa de canvi està caient a nivells inferiors als 2,70 pesos per dòlar. El govern, però, intenta conservar l'avantatge d'una moneda barata en les exportacions, i ha estat intervenint constantment en el mercat per tal de mantenir el preu del dòlar al voltant dels 3 pesos argentins. Aquesta taxa de canvi artificial ha estat criticada per alguns economistes, ja que pot tenir efectes negatius a llarg termini.
Avui dia el PIB per capita de l'Argentina és el tercer més gran de Llatinoamèrica, després del Brasil i Mèxic. El PIB PPP per capita és el més alt de la regió (superior als $12.000), però cal esmentar que el mètode del PPP modifica el càlcul del PIB el qual està basat en els preus locals i no en la taxa de canvi. Ja que la taxa de canvi barata està sent artificialment mantinguda, el mètode produeix un considerable creixement de la xifra del PIB en dòlars americans. Per contra, el mètode d'Atlas del Banc Mundial per a calcular la Renda Nacional Bruta estableix que la renda per capita es troba al voltant dels $3.800 dòlars americans, la quarta més alta de la regió.